# Roy Hoogendoorn
Roy Hoogendoorn, né le 17 juillet 2001 à Boskoop, est un coureur cycliste néerlandais.

## Biographie
Roy Hoogendoorn commence sa carrière sportive par le patinage sur glace. Dans cette discipline, il se consacre au marathon et intègre l'équipe Ormer ICT, dirigée par l'ancien patineur professionnel Henk Angenent,. Il commence ensuite le vélo sur le tard, dans le cadre de ses entraînements. Rapidement, il prend goût à ce sport. Il participe ainsi à ses premières compétitions cyclistes vers l'âge de dix-sept ans, sans pour autant abandonner les patins à glace. Malgré ces activités, il ne délaisse pas ses études et suit des cours de pharmacie à l'université d'Utrecht. 
En 2022, il évolue sous les couleurs du club cycliste Willebrord Wil Vooruit. Chez les amateurs, il se distingue en remportant huit courses, dont le Tour de Flandre-Orientale. Il termine également quatrième d'une étape de l'Okolo Jižních Čech, ou encore septième du championnat des Pays-Bas espoirs. Grâce à ses bonnes performances, il rejoint la formation continentale Metec-Solarwatt-Mantel en 2023. 
Le 1er janvier 2024, il parvient encore à se classe deuxième du championnat des Pays-Bas de patinage de marathon. Il lance ensuite sa saison sur route à l'occasion du Samyn. Au mois de mars, il gagne une épreuve nationale néerlandaise, disputée à Oud-Vossemeer. Cinq jours plus tard, il s'impose sur une étape de l'Olympia's Tour. Il s'agit de son premier succès obtenu sur une compétition inscrite au calendrier de l'UCI Europe Tour.

## Palmarès et résultats

### Par année
- 2022
  - Tour de Flandre-Orientale
- 2024
  - Ronde van Oud-Vossemeer
  - 2e étape de l'Olympia's Tour
- 2025
  - Dorpenomloop door Drenthe
  - Rund um Steinfurt
  - Ronde van Obdam
  - 2e de l'Omloop der Kempen

### Classements mondiaux
| Année                                 | 2022  | 2023 | 2024  |
| ------------------------------------- | ----- | ---- | ----- |
| Classement mondial                    | 1530e | nc   | 1871e |
| UCI Europe Tour                       | 1025e | nc   | nc    |
|                                       |       |      |       |
| Légende : nc = non classéSource : UCI |       |      |       |